# ブルース・ウェーバー

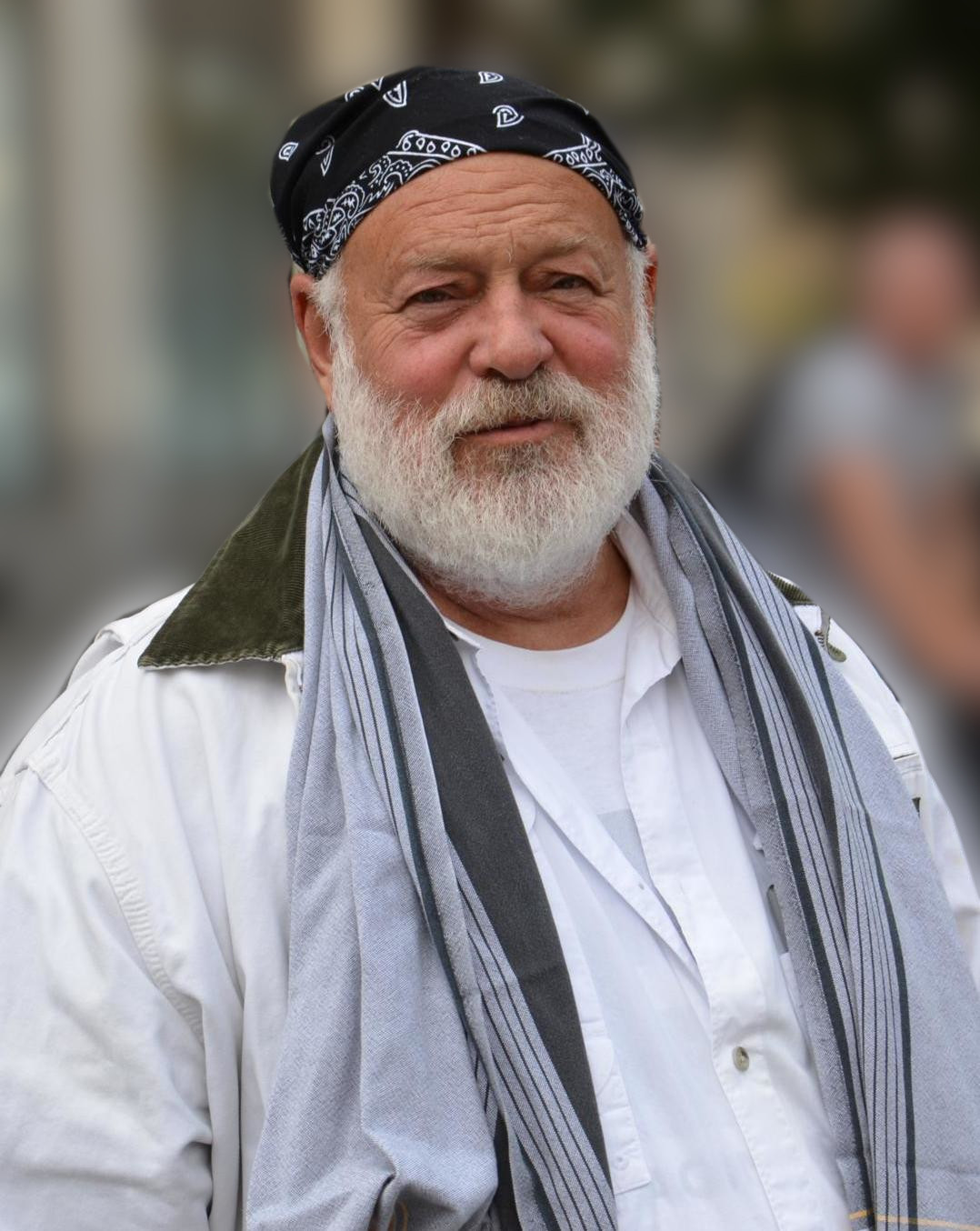
ミラノにて （2011年）

ブルース・ウェーバー（Bruce Weber, 1946年3月29日 - ）は、アメリカ合衆国の写真家、映画監督。

## 来歴
ペンシルベニア州グリーンバーグ生まれ。オハイオ州グランビルのデニソン大学で演劇と芸術を専攻していたが、ニューヨーク大学に移り映画制作を学ぶ。
1973年、業界誌 『Men's Wear』 で写真家としてデビュー。1982年カルバン・クラインの下着ラインの広告写真に、当時はまだは一般的ではなかった男性のヌードを使用。この成功によりウェーバーは一躍'80年代を代表する商業写真家となる。
カルバン・クラインの他にはラルフ・ローレン、アバクロンビー&フィッチの広告写真などが有名。
また1987年には、元全米ライト級ボクシング・チャンピオンのアンディー・ミンスカーを追ったドキュメンタリー映画 『Broken Noses』 で監督デビューし、続く1988年には、ジャズトランペット奏者チェット・ベイカーを描いたドキュメンタリー『レッツ・ゲット・ロスト』でアカデミー長編ドキュメンタリー映画賞にノミネートされた。2000年にはレスラーのピーター・ジョンソンをモデルにした 『Chop Suey』、2004年には自身の愛犬らをモデルにした 『トゥルーへの手紙』 が公開された。

## 訴訟
2017年、モデルのジェイソン・ボイスがブルースに痴漢され、同意なしにキスされたと訴訟を起こした。
その後、2018年には不要であるにもかかわらずヌードの撮影をおこなったり、性的な言動をとられたとして15人の男性モデルから訴訟を起こされた。
2019年にはジェイソン・ボイスによる2度目の訴訟がおこなわれ、新たに5人のモデルらが原告に立った。2021年に和解。

## 私生活
女性モデルのナンと結婚して50年以上経っているが、同時に結婚生活を通して数々の男性とも関係を持っている。

## 主な作品

### 写真集
- 『All American』シリーズ (2001年-)
  - 毎年出版されており、2023年現在は23作目が出版。
- 『The Andy Book』（1987年、童映社）

### 映画
- 『Broken Noses』 1987年
- 『レッツ・ゲット・ロスト』 1988年
- 『Chop Suey』 2000年
- 『トゥルーへの手紙』 2004年

### ミュージックビデオ
- ペット・ショップ・ボーイズ - 「ビーイング・ボアリング」「アイ・ゲット・アロング」
- ウィル・ヤング - 「ライト・マイ・ファイアー」